# Russell Hicks (actor)
Russell Hicks (4 iunie 1895 - 1 iunie 1957) a fost un actor american. A apărut în aproape 300 de filme în perioada 1915 - 1956. Prima sa apariție este un rol nemenționat în pelicula Nașterea unei națiuni (1915).

## Filmografie (selecție)
- 1915 Nașterea unei națiuni (The Birth of a Nation), regia D. W. Griffith
- 1934 Gentlemen Are Born
- 1935 Ladies Crave Excitement
- 1935 Charlie Chan in Shanghai
- 1935 Cardinal Richelieu (1935)
- 1935 Living on Velvet
- 1935 The Woman in Red
- 1936 Hearts in Bondage
- 1936 Sea Spoilers
- 1938 The Big Broadcast of 1938, regia Mitchell Leisen
- 1939 The Real Glory
- 1939 Bad Little Angel
- 1940 The Blue Bird
- 1940 Seven Sinners
- 1940 The Bank Dick
- 1941 Western Union
- 1941 The Big Store
- 1941 Man Made Monster
- 1941 A Man Betrayed
- 1941 Pacific Blackout
- 1942 King of the Mounties
- 1942 Strictly in the Groove
- 1942 Blondie for Victory
- 1943 What a Woman!
- 1944 Captain America
- 1944 Janie
- 1944 Hat Check Honey
- 1945 Flame of Barbary Coast
- 1945 Apology for Murder
- 1947 Marea de iarbă (The Sea of Grass), regia Elia Kazan
- 1948 The Hunted
- 1950 The Flying Saucer
- 1951 Bowery Battalion
- 1956 Once Upon a Honeymoon